# Nationalgarde der Vereinigten Staaten

Logo der US-Nationalgarde. Übersetzung: „Immer bereit, immer da“

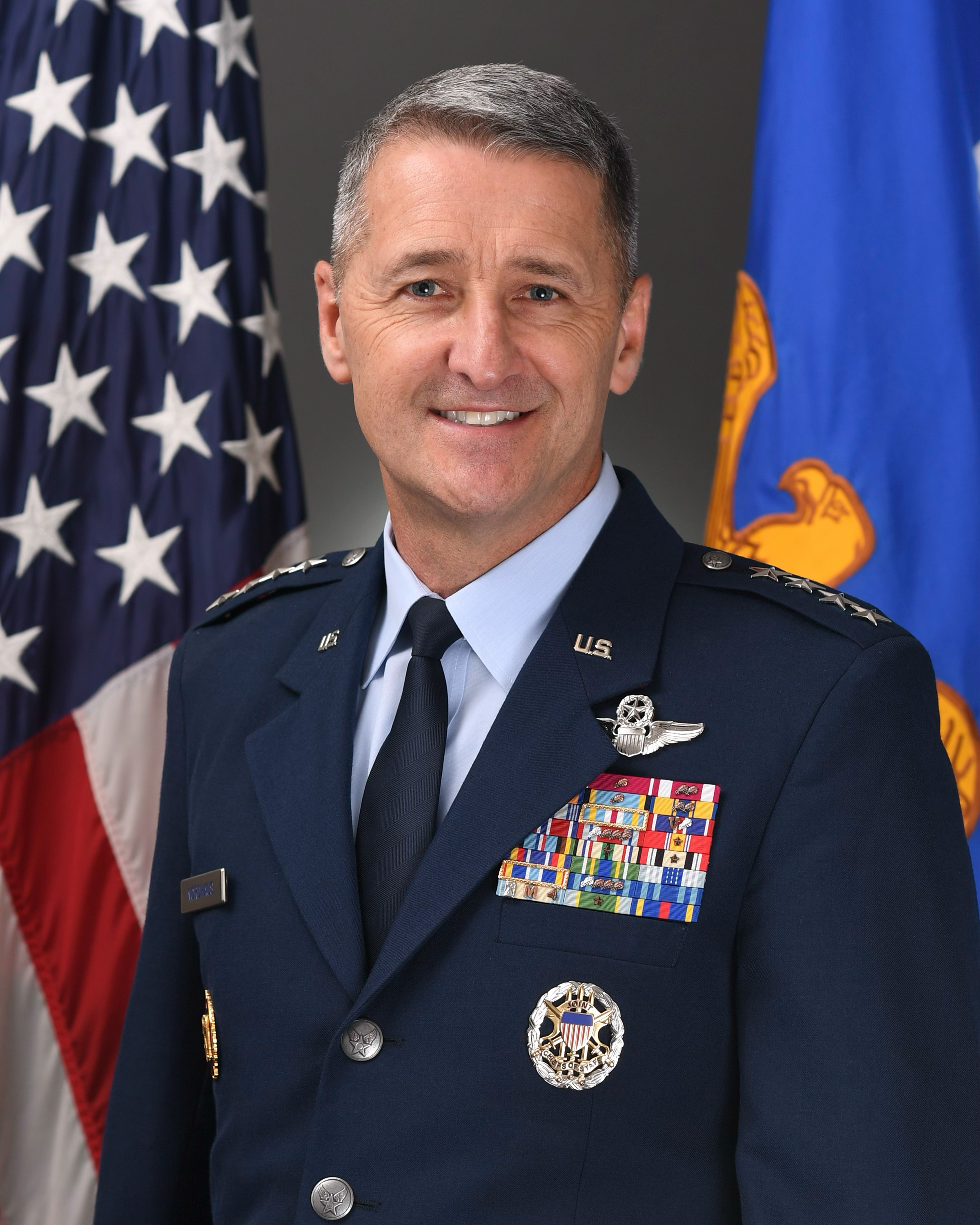
Steven Nordhaus, Chief of the National Guard Bureau (2024)

Die im Jahr 1903 aufgestellte Nationalgarde der Vereinigten Staaten (englisch United States National Guard, kurz National Guard, akronymisiert USNG) ist als Nationalgarde eine Miliz der föderalen Teilstaaten, die von den einzelnen Bundesstaaten sowie dem Bundesdistrikt Washington, D.C. und einigen Außengebieten der Vereinigten Staaten aufgeboten wird. Zusätzlich ist sie eine Komponente der militärischen Reserve der Streitkräfte der Vereinigten Staaten.
Die Mitglieder der Nationalgarde sind überwiegend freiwillig Dienst leistende Milizsoldaten und zum kleinen Teil Berufssoldaten des jeweiligen Bundesstaates. Jeder Bundesstaat, der District of Columbia sowie die meisten Außengebiete (bspw. Puerto Rico) unterhalten eine dem jeweiligen Vorsitzenden der Exekutive, meist dem Gouverneur, unterstehende eigene Nationalgarde. Diese ist bundesgesetzlich und institutionell eng mit der Armee und den Luftstreitkräften verbunden, so dass unter bestimmten Umständen mit Einverständnis des Kongresses die Bundesebene auf sie zurückgreifen kann. Zusammen mit den Staatsgarden (englisch state defense forces), die unabhängig von den Bundesstreitkräften sind, bilden sie die Staatsmilizen. Das Recht auf eine eigene Staatsmiliz ist den Bundesstaaten in der Verfassung der Vereinigten Staaten ausdrücklich garantiert.

## Organisation
Die National Guard besteht aus den beiden Teilstreitkräften des Heeres und der Luftstreitkräfte, namentlich der Army National Guard und der Air National Guard. Die Nationalgarde wird kontrolliert vom National Guard Bureau (Arlington, VA), einer semi-unabhängigen Organisationseinheit des Verteidigungsministeriums. Derzeitiger Kommandeur des National Guard Bureau (CNGB, Chief of the National Guard Bureau) ist General Steven Nordhaus. Der CNGB wird in allen Angelegenheiten, die die Ausbildung und Verwendung, die Gesundheit der Kräfte und die berufliche Entwicklung von Nationalgarde-Soldaten und Fliegern betreffen, beraten durch den Senior Enlisted Advisor for the National Guard Bureau.
Die National Guard ist in Einheiten organisiert, die den 50 Bundesstaaten sowie den Überseegebieten zugeordnet sind. Commander-in-Chief der jeweiligen Einheiten ist der jeweilige Gouverneur, bei Einsätzen auf Bundesebene der Präsident der Vereinigten Staaten. Im Fall der District of Columbia National Guard ist der Präsident der Vereinigten Staaten der alleinige Oberbefehlshaber, da der District of Columbia kein Bundesstaat, sondern ein Bundesdistrikt ist.
Historisch bedingt gibt es keine Nationalgardeeinheiten mit Kriegsschiffen, jedoch besitzen die Nationalgarde-Einheiten der Staaten New York und Maryland Marineeinheiten. Die so genannten Army National Guards aller Staaten zusammen umfassen etwa 326.000 Soldaten, alle Air National Guards haben eine Stärke von rund 105.000 Personen (2023, ohne Außengebiete).

## Geschichte

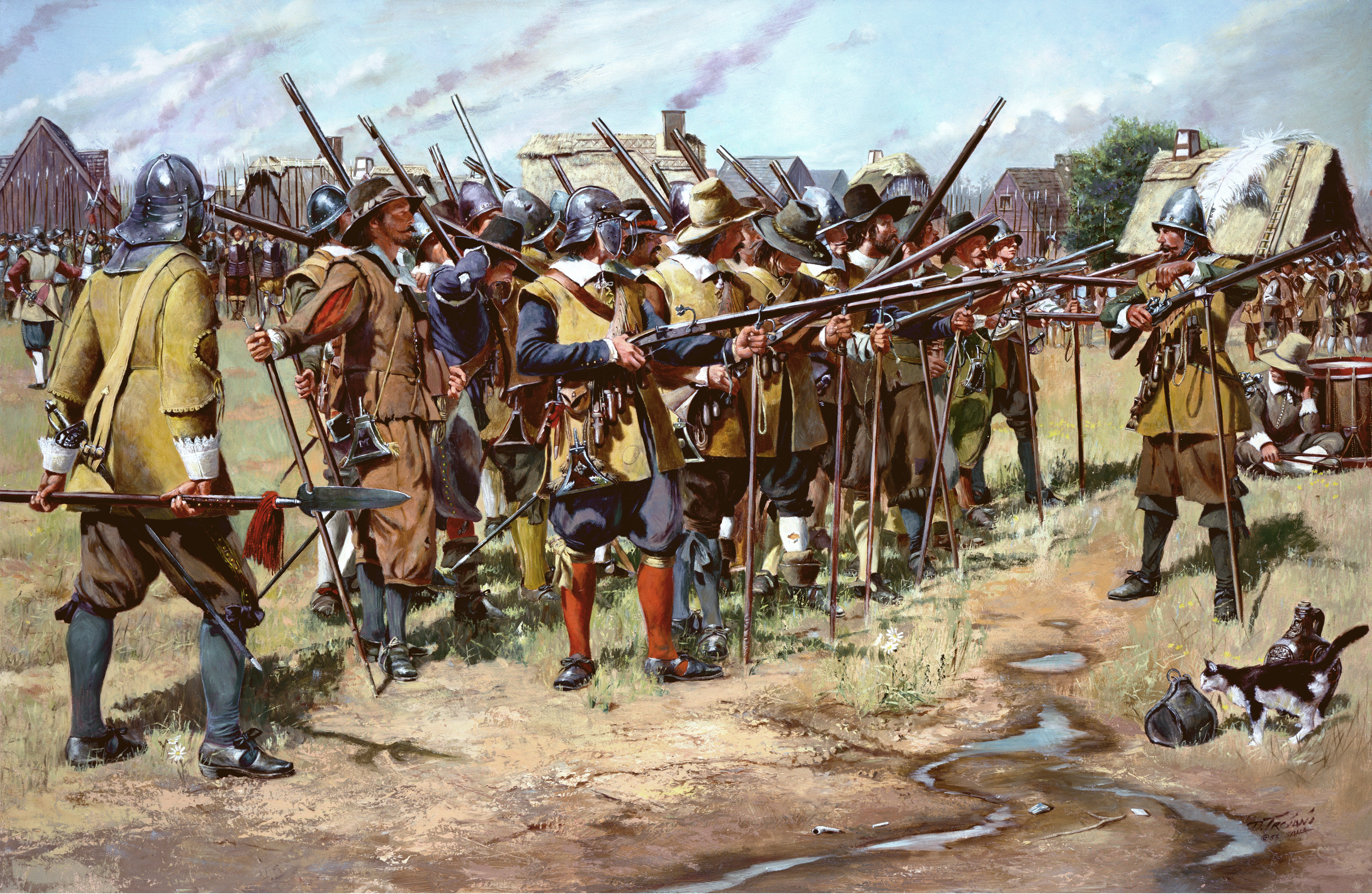
Aufstellung der Miliz der Massachusetts Bay Colony 1637

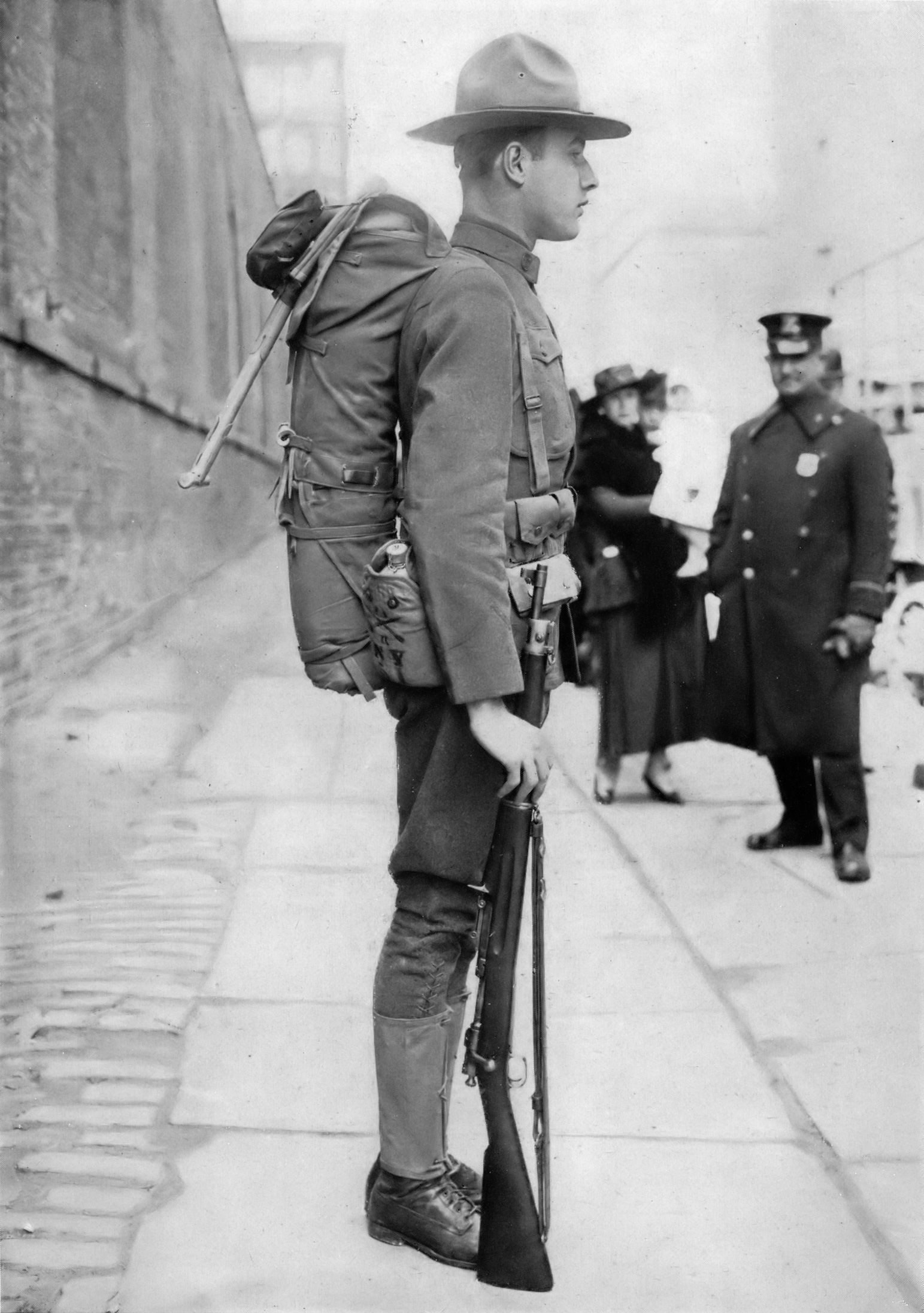
Gardist (1917)

Die historische gewachsene Grundform des Wehrdienstes in den Vereinigten Staaten ist die Miliz. Bereits mit Beginn der Besiedlung in den kolonialen Zeit wurden lokale Milizen aufgeboten, um die neuen Siedlungen gegen die amerikanischen Ureinwohner zu verteidigen, auf deren Boden man diese Siedlungen errichtet hatte. Die Aufstellung der Miliz der Massachusetts Bay Colony im Jahre 1637 gilt heute als Geburtsstunde einer überregionalen staatlichen Miliz und damit der heutigen Nationalgarde. Die Siedler mussten die Miliz stellen und waren der Milizpflicht unterworfen. Für größere Feldzüge griff man aber auf Freiwillige zurück, die nur für den Feldzug angeworben wurden. Diese Mischung aus freiwilliger Miliz ergänzt durch Milizpflichtige auf Ebene der Einzelstaaten war die bestimmende Wehrform bis zur Mitte des 19. Jahrhunderts, da der Kongress starke Bundesstreitkräfte ablehnte.
So stellten die Milizen im Mexikanisch-Amerikanischen Krieg, zu Beginn des Amerikanischen Bürgerkrieges und im Spanisch-Amerikanischen Krieg den größten Anteil aller amerikanischen Soldaten. Zu Beginn des 20. Jahrhunderts wurden aber die Schwächen dieses Systems immer offensichtlicher. Ausbildungsmängel, vor allem bei den Offizieren, und verschiedene nicht kompatible Ausrüstung machten den Einsatz der Miliz im Rahmen des Spanisch-Amerikanischen Krieges ineffektiv.
Mit dem Militia Act 1903 wurde eine Vereinheitlichung der Milizen beschlossen und der Bundesregierung die hierfür erforderlichen Vollmachten eingeräumt. Zudem wurde geregelt, dass die Milizen im Kriegsfall und bei nationalen Notständen der Bundesregierung und damit dem Präsidenten als Oberbefehlshaber unterstellt werden können. Im Gegenzug wurden Teile der Ausrüstung vom Kriegsministerium gestellt und die Offiziere konnten auf Kosten des Kriegsministeriums an Schulen der Streitkräfte ausgebildet werden.
Mit Verabschiedung des Gesetzes durch den Kongress am 21. Januar 1903 tragen die Milizen die Bezeichnung National Guard und wurden in jedem größeren Konflikt eingesetzt. Im Ersten Weltkrieg waren zwei Fünftel der in Frankreich kämpfenden Truppen Nationalgardisten; im Zweiten Weltkrieg wurden etwa 190.000, im Koreakrieg 140.000 von ihnen eingesetzt.
Nach der Abschaffung der Segregation wurde die Nationalgarde in Arkansas zur Aufrechterhaltung der Rassentrennung eingesetzt. Die sogenannten Little Rock Nine waren 1957 die ersten schwarzen Schüler, die drei Jahre nach offizieller Aufhebung der Rassentrennung in amerikanischen Schulen auf die Little Rock Central High School, in Little Rock, Bundesstaat Arkansas, gingen. Der damalige Gouverneur des Bundesstaates, Orval Faubus (Demokrat) ließ am Abend vor dem ersten Schultag am 2. September 1957 die ihm unterstehende Nationalgarde von Arkansas aufmarschieren, um den etwa sechzehnjährigen Schülern den Zutritt in das Gebäude zu verweigern. Daneben demonstrierten aufgebrachte Weiße vor dem Schulgebäude. Der Gouverneur musste aufgrund eines Gerichtsentscheids die Nationalgarde am 20. September von der Schule zurückziehen. Um das Bundesrecht durchzusetzen, stellte Präsident Eisenhower am 24. September 1957 die 10.000 Mann umfassende Nationalgarde von Arkansas unter Bundeskommando. Er entsandte auf Bitten des Bürgermeisters von Little Rock Bundestruppen (1200 Soldaten der 101. US-Luftlandedivision) in die Stadt, die Versammlungen weißer Demonstranten um die Schule herum auflösten. Die Bundessoldaten schützten die schwarzen Schüler auf dem Schulweg und im Gebäude bis vor die Türen der Klassenzimmer.
Im Jahr 1965 wurde die Nationalgarde durch Johnson gegen den Willen des Bundesstaates Alabama eingesetzt, um Demonstranten der Bürgerrechtsbewegung in Alabama zu schützen.

Nationalgardisten unterstützen die Sicherheitskräfte während der 1968er Democratic National Convention in Chicago.

Während des Vietnamkrieges weigerten sich die Präsidenten Johnson und Nixon, die Nationalgarde in den Kampf zu senden. Johnson wollte möglichst lange den Anschein bewahren, dass der unpopulär gewordene Vietnamkrieg kein echter Krieg wäre, und die Mobilisierung der Nationalgarden hätte diesen Anschein zerstört. Von Vietnamveteranen werden deshalb gelegentlich Vorwürfe gegen Nationalgardisten laut. Diese hätten sich nur freiwillig gemeldet, um einer Einberufung und damit einem Einsatz in Vietnam zu entgehen. Prominentes Ziel solcher Vorwürfe war George W. Bush, der bei der Air National Guard gedient hatte.
Bei einer Demonstration nach dem Ausbruch des Vietnamkrieges vor der Kent State University erschoss die Nationalgarde von Ohio am 4. Mai 1970 vier Studenten und verletzte neun weitere zum Teil schwer. Die Tat ging als Kent-State-Massaker in die Geschichte ein und löste internationale Proteste aus.

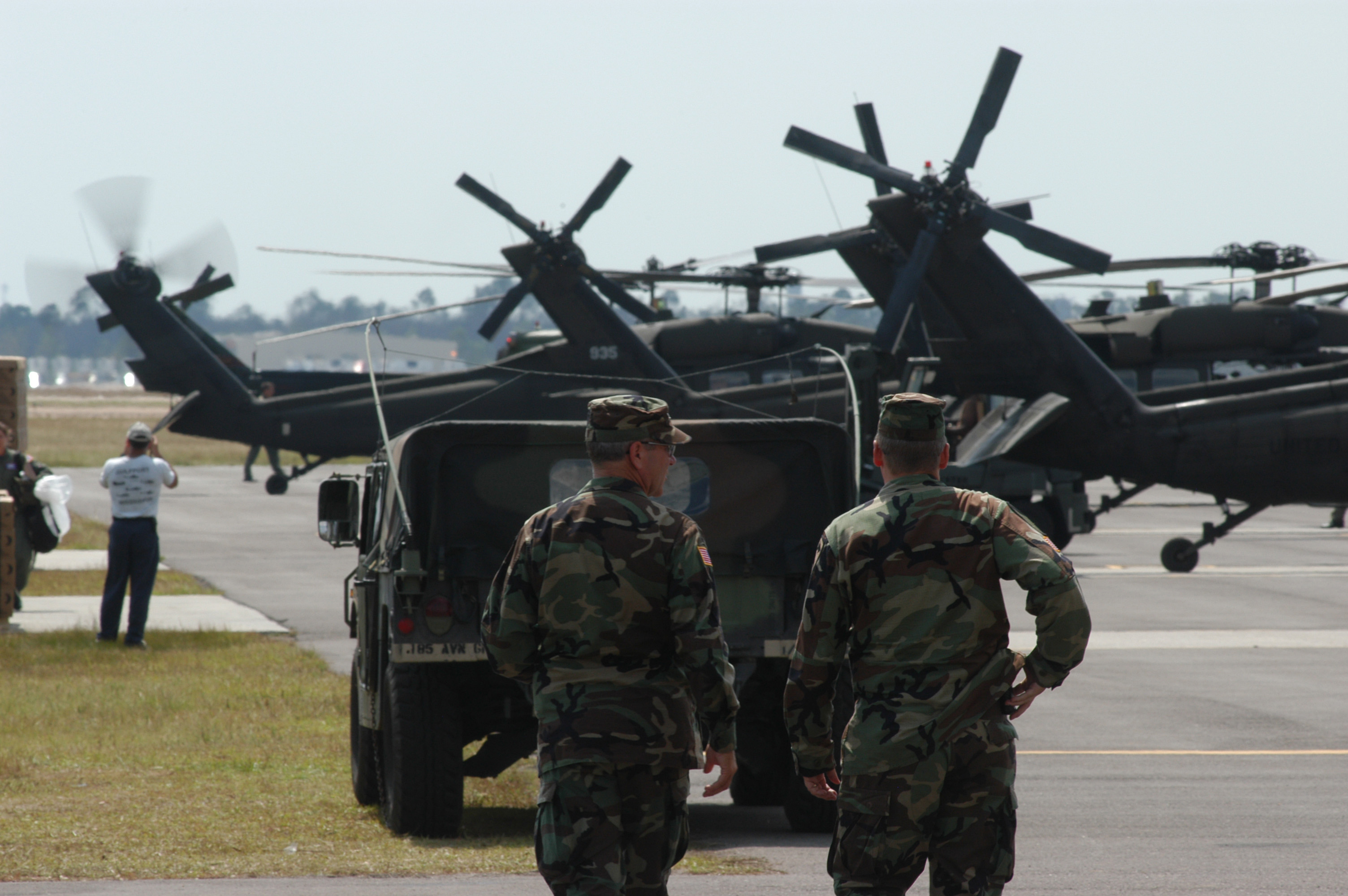
Hubschrauber der Nationalgarde während der Hilfsaktionen nach dem Hurrikan Katrina (2005)

Seit Januar 2005 können Einheiten der Nationalgarde bis zu 24 Monate lang in Übersee eingesetzt werden. Unter dem früheren Präsidenten Bill Clinton betrug die Zeitspanne noch sechs Monate; George W. Bush verlängerte sie kurz nach seiner Vereidigung für seine zweite Amtsperiode um 18 Monate.
2005 wurde infolge des Hurrikans Katrina die Nationalgarde zu Hilfe gerufen, dabei kamen über 51.000 Nationalgardisten zum Einsatz. Da aber ein großer Teil der Nationalgarde und besonders die gut ausgerüsteten Kampftruppen mit eigener Ausrüstung im Irak-Einsatz waren, wurde die Lage mit dem Begriff Katrinagate kritisiert.
In der Operation Jump Start war die Nationalgarde des Heeres von Mai 2006 bis Juli 2008 mit der Unterstützung der United States Border Patrol bei der Bewachung der Grenze zu Mexiko beauftragt.
Im Juni 2025 entsandte US-Präsident Donald Trump in Folge lokaler Proteste nach Einsätzen der US-Einwanderungsbehörde ICE 4000 Soldaten der Nationalgarde nach Los Angeles. Dies geschah gegen den Willen des kalifornischen Gouverneurs Gavin Newsom. Der Bundesstaat Kalifornien kündigte an, Klage wegen Befugnisüberschreitung und einer Verletzung der US-Verfassung einzureichen.

## Dienst
Grundsätzlich verpflichten sich Soldaten in den US-Streitkräften freiwillig für eine Gesamtdienstzeit von acht Jahren, die sich aus der Dienstzeit in einer der aktiven Einheiten und in der Reserve zusammensetzt. Die aktive Dienstzeit kann dabei zwischen zwei und sechs Jahren bei der Erstverpflichtung betragen, die Regel sind vier Jahre, welche später aber auf Antrag und bei Bedarf verlängert werden können. Nach Ablauf der vertraglichen aktiven Dienstzeit werden die Soldaten einer Einheit als Reservist zugeordnet oder können sich für eine Einheit der Nationalgarde bewerben. Aufgrund der Ausbildung während der aktiven Dienstzeit ist dazu meist keine weitere Ausbildung notwendig. Die Dienstzeit in der Nationalgarde kann freiwillig verlängert werden, um zum Beispiel über einen verlängerten Dienst in der Nationalgarde einen Pensionsanspruch zu erhalten.
Zweite Möglichkeit ist eine freiwillige Verpflichtung zum ausschließlichen Dienst in der Nationalgarde ohne eine Dienstzeit in aktiven Truppenteilen zu absolvieren. Grundsätzlich stehen alle Verwendungsmöglichkeiten der Streitkräfte auch für Gardisten offen, einschließlich hochspezialisierte Verwendungen wie Kampfpilot oder der Dienst in einer Spezialeinheit. Die Ausbildung wird grundsätzlich mit aktiven Soldaten an Ausbildungseinrichtungen der aktiven Streitkräfte gemeinsam absolviert. Man befindet sich in einem besonderen aktiven Status (englisch Initial Active Duty for Training), hat die gleichen Rechte und Pflichten wie aktive Soldaten und die gleiche Besoldung. Bei langwierigen Ausbildungen, wie Spezialkräfte, Kampfmittelbeseitigung oder Kampfpiloten kann dieser Status mehrere Jahre dauern. Mit Abschluss der Ausbildung wird man zur Einheit der Nationalgarde versetzt und führt seine regelmäßigen Übungen durch und geht ansonsten im Regelfall einer zivilen Beschäftigung nach.
Die Nationalgarde unterscheidet bei der Inübunghaltung zwischen folgenden Kategorien:
- Active Guard Reserve sind Soldaten, die der Inübunghaltung unterliegen. Die regelmäßige Inübunghaltung bedeutet mindestens ein Wochenende pro Monat und zwei Wochen pro Jahr. Ausgewiesene Reservisten wie Spezialkräfte oder Piloten haben aber eine höhere Übungsverpflichtung, um die Fähigkeiten in ihrer Verwendung zu erhalten.[11]
- Inactive National Guard sind Reservisten, die keiner Pflicht zur Inübunghaltung unterliegen. Reservisten, die sich nicht in Übung befinden, müssen sich einmal im Jahr bei ihrem Truppenteil melden.

Der Slogan (Two days a month, two weeks a year) war bis zum Irakkrieg ein offizieller Slogan der Rekrutierungsämter. Viele Bundesstaaten bezahlen jungen Mitgliedern die Kosten für eine Universitätsausbildung. Seit Nationalgarde-Einheiten die letzten Jahre vermehrt in Auslandseinsätzen verwendet wurden und damit bis zu 18 Monate aktiviert werden, hatten Rekrutierungsstellen oft Mühe, Leute für diese Tätigkeit zu finden. Da während des Höhepunktes des Irak-Kriegs zeitweise ein hoher Anteil der Gardisten in den Irak entsandt wurde, fehlten bei größeren Naturkatastrophen der Bundesstaaten oft Nationalgardisten und deren Gerät, die dafür erst mühsam herbeigeschafft werden mussten. So waren während des Hurrikans Katrina 40 Prozent der Louisiana National Guard im Irak stationiert.

## Ausrüstung
Die Ausrüstung der US-Nationalgarde entspricht im Wesentlichen derjenigen der regulären Streitkräfte der Vereinigten Staaten, allerdings besitzen Nationalgardeeinheiten nicht immer das modernste Material.
Die Army National Guard (ARNG) stellt aktuell 27 Brigade Combat Teams (Kampfbrigaden) mit je etwa 3.500 bis 4.000 Soldaten sowie acht Heeresflieger-Brigaden (Aviation brigades) zur Verfügung. Zum Unterstützungsbereich zählen etwa 200 Verbände in Bataillons- und Brigadestärke, z. B. Kampfunterstützungs- und Artilleriebrigaden.
Zur Luftflotte der Air National Guard (ANG) gehören rund 1.300 Maschinen aller Flugzeugtypen der U.S. Air Force, mit Ausnahme des Stealth-Flugzeugs B-2 sowie des MH-53 Pave Low Helikopters, des B-1-Bombers und des AC-130 Gunship.
Der Gouverneur jedes Bundesstaates setzt bei Naturkatastrophen und ähnlichen Ereignissen die Nationalgarde seines Bundesstaates ein. Die Ausrüstung der Nationalgarde umfasst daher u. a. auch zu Löschflugzeugen umrüstbare Lockheed C-130 mit MAFFS (Modular Airborne Fire-Fighting System).

## Verteilung auf Bundesstaaten und Territorien
Daten erhoben vom Defense Manpower Data Center (Stand 2023, Außengebiete Stand 2017).
| Bezeichnung                                                                      | Bundesstaat/Territorium      | Army National Guard | Air National Guard | Gesamt  |
| -------------------------------------------------------------------------------- | ---------------------------- | ------------------- | ------------------ | ------- |
| Alabama National Guard                                                           | Alabama                      | 9.830               | 2.377              | 12.207  |
| Alaska Department of Military and Veterans Affairs - Alaska National Guard       | Alaska                       | 1.522               | 2.203              | 3.725   |
| Arizona National Guard                                                           | Arizona                      | 4.800               | 2.546              | 7.346   |
| Arkansas National Guard                                                          | Arkansas                     | 6.400               | 1.964              | 8.364   |
| California National Guard                                                        | Kalifornien                  | 12.685              | 4.853              | 17.538  |
| Colorado National Guard                                                          | Colorado                     | 3.310               | 1.678              | 4.998   |
| Connecticut Military Department - National Guard                                 | Connecticut                  | 3.623               | 1.126              | 4.749   |
| Delaware National Guard                                                          | Delaware                     | 1.543               | 995                | 2.538   |
| District of Columbia National Guard                                              | District of Columbia         | 1.066               | 1.137              | 2.203   |
| Florida National Guard                                                           | Florida                      | 10.371              | 2.102              | 12.473  |
| Georgia National Guard                                                           | Georgia                      | 11.064              | 2.782              | 13.846  |
| Hawaii National Guard                                                            | Hawaii                       | 3.059               | 2.343              | 5.402   |
| Idaho Military Department - National Guard                                       | Idaho                        | 3.032               | 1.254              | 4.286   |
| Illinois National Guard                                                          | Illinois                     | 10.033              | 2.766              | 12.799  |
| Indiana National Guard                                                           | Indiana                      | 9.823               | 1.940              | 11.763  |
| Iowa National Guard                                                              | Iowa                         | 6.820               | 1.898              | 8.718   |
| Kansas National Guard                                                            | Kansas                       | 4.511               | 2.098              | 6.609   |
| Kentucky National Guard                                                          | Kentucky                     | 6.161               | 1.156              | 7.317   |
| Louisiana National Guard                                                         | Louisiana                    | 9.481               | 1.451              | 10.932  |
| Maine Department of Defense, Veterans, and Emergency Management - National Guard | Maine                        | 1.711               | 1.078              | 2.789   |
| Maryland Military Department - National Guard                                    | Maryland                     | 4.293               | 1.842              | 6.135   |
| Massachusetts National Guard                                                     | Massachusetts                | 5.625               | 2.027              | 7.652   |
| Michigan National Guard                                                          | Michigan                     | 7.550               | 2.482              | 10.032  |
| Minnesota National Guard                                                         | Minnesota                    | 10.354              | 2.244              | 12.598  |
| Mississippi National Guard                                                       | Mississippi                  | 7.970               | 2.613              | 10.583  |
| Missouri National Guard                                                          | Missouri                     | 8.960               | 2.065              | 11.025  |
| Montana National Guard                                                           | Montana                      | 2.253               | 948                | 3.201   |
| Nebraska National Guard                                                          | Nebraska                     | 3.167               | 1.065              | 4.232   |
| Nevada National Guard                                                            | Nevada                       | 3.274               | 1.146              | 4.420   |
| New Hampshire National Guard                                                     | New Hampshire                | 1.575               | 1.092              | 2.667   |
| New Jersey Department of Military and Veterans Affairs - National Guard          | New Jersey                   | 6.057               | 2.314              | 8.371   |
| New Mexico National Guard                                                        | New Mexico                   | 2.528               | 974                | 3.502   |
| New York National Guard                                                          | New York State               | 10.916              | 5.758              | 16.674  |
| North Carolina National Guard                                                    | North Carolina               | 8.643               | 1.471              | 10.114  |
| North Dakota National Guard                                                      | North Dakota                 | 2.951               | 1.146              | 4.097   |
| Ohio National Guard                                                              | Ohio                         | 10.310              | 4.730              | 15.040  |
| Oklahoma National Guard                                                          | Oklahoma                     | 6.516               | 2.192              | 8.708   |
| Oregon Military Department - Oregon National Guard                               | Oregon                       | 4.713               | 2.159              | 6.872   |
| Pennsylvania National Guard                                                      | Pennsylvania                 | 12.933              | 3.894              | 16.827  |
| Rhode Island National Guard                                                      | Rhode Island                 | 2.080               | 1.003              | 3.083   |
| South Carolina National Guard                                                    | South Carolina               | 9.261               | 1.363              | 10.624  |
| South Dakota National Guard                                                      | South Dakota                 | 2.935               | 1.124              | 4.059   |
| Tennessee National Guard                                                         | Tennessee                    | 8.825               | 3.449              | 12.274  |
| Texas National Guard                                                             | Texas                        | 18.939              | 3.133              | 22.072  |
| Utah National Guard                                                              | Utah                         | 5.733               | 1.382              | 7.115   |
| Vermont National Guard                                                           | Vermont                      | 1.918               | 1.011              | 2.929   |
| Virginia National Guard                                                          | Virginia                     | 6.981               | 6.981              | 13.962  |
| Washington National Guard                                                        | Washington                   | 5.697               | 2.019              | 7.716   |
| West Virginia National Guard                                                     | West Virginia                | 3.926               | 2.007              | 5.933   |
| Wisconsin National Guard                                                         | Wisconsin                    | 6.381               | 2.178              | 8.559   |
| Wyoming Military Department - National Guard                                     | Wyoming                      | 1.478               | 1.268              | 2.746   |
| Puerto Rico National Guard (Stand 2017)                                          | Puerto Rico                  | 6.198               | 1.151              | 7.349   |
| Guam National Guard (Stand 2017)                                                 | Guam                         | 1.092               | 355                | 1.447   |
| Virgin Islands National Guard (Stand 2017)                                       | Amerikanische Jungferninseln | 703                 | 55                 | 758     |
| Gesamt                                                                           |                              | 323.863             | 104.826            | 428.689 |